# Хіценко Іван Іванович
Іван Іванович Хіценко (18 березня 1922, с. Славгород, Сумська область — 15 січня 1945, біля м. Ружан, Польща) — учасник Другої світової війни; лейтенант гвардії, командир танка 93-го гвардійського танкового полку 30-ї окремої танкової бригади 2-ї ударної армії 2-го Білоруського фронту.

## Життєпис
Народився у Славгороді (нині Краснопільський район) Сумської області в родині службовця. Отримав середню освіту. У 1942 році закінчив Харківське вище танкове училище.
З 1942 року на фронті у складі Радянської армії.
15 січня 1945 року загинув у бою під час прориву оборони противника в районі міста Ружан, що в Польщі.
Похований у братській могилі в місті Цеханув.
29 червня 1945 року за зразкове виконання бойових завдань і проявлені при цьому мужність і героїзм Указом Президії Верховної Ради СРСР посмертно присвоєно звання Героя Радянського Союзу.

## Нагороди
- Медаль «Золота Зірка» Героя Радянського Союзу (посмертно);
- Орден Леніна;
- Орден Червоної Зірки;
- Медаль «За відвагу».